# الفداء (مكيراس)

تعديل مصدري - تعديل

الفداء هي إحدى قرى عزلة مكيراس بمديرية مكيراس التابعة لمحافظة البيضاء، بلغ تعداد سكانها 425 نسمة حسب تعداد اليمن لعام 2004.